# 브리트니 영
브리트니 영(Britney Young, 1985년 ~ )은 영화배우, 텔레비전 배우이다.
도쿄에서 태어났다.

## 어린 시절
브리트니 영은 도쿄에서 태어나 알래스카주 이글리버에서 자랐다. 그녀의 아버지는 아프리카계 미국인이고 어머니는 유럽계 미국인이다. 그녀는 로스앤젤레스에 있는 USC 영화 예술 학교에서 학사 학위를 받았다. 2018년 6월 그녀는 어린 시절의 괴롭힘과 끈질긴 할리우드 고정관념을 극복하는 방법에 관해 글래머(Glamour)와 인터뷰를 했다.

## 방송
- 크레이지 엑스 걸프렌드
- 베터 씽스
- 글로우 : 레슬링 여인천하